# 憲法学会
憲法学会 （けんぽうがっかい、英語: THE CONSTITUTIONAL LAW ASSOCIATION）は、日本の学術研究団体の一つ。

## 概要
日本国ならびに世界各国の憲法に関する研究を目的として、1959年に設立された。日本の憲法研究を代表する学会組織である。東条英機内閣の軍閥横行を公然と批判し、東京憲兵隊に拘束され有罪となった澤田竹治郎（内務省 (日本)官僚（警察官僚）、元行政裁判所長官、最高裁判所判事、愛知大学教授）を初代理事長とする。日米安保条約締結の前年、左傾化が著しい学術界に危惧した政官・経済界（現経団連、日本商工会議所、経済同友会）等の社会理解を背景にし、穏健な中道・保守主義の憲法研究を行う立憲主義に基づく、リベラルな学術研究団体として設立された。学会目的及び事業に「政府、公共団体及びその他の団体との連絡協力」があり、学術研究活動を通して政財官界の現実の政策決定に寄与することが特徴として挙げられる。
学術研究団体としての種別は単独学会である。また、日本学術会議協力学術研究団体の指定を受けている。
| 学会名                 | 日本公法学会                                                            | 日本法政学会                                                                                                   | 憲法学会                                                                        | 憲法理論研究会                                        | 全国憲法研究会                                        | 比較憲法学会                                                               |
| ---------------------- | ----------------------------------------------------------------------- | --- | ------------------------------------------------------------------------------- | ----------------------------------------------------- | ----------------------------------------------------- | -------------------------------------------------------------------------- |
| 概要（学会名鑑による） | 設立年月日：1948年6月1日【個人会員】名誉会員：1（人）正会員：1162（人） | 設立年月日：1953年11月23日。沿革1953年関西法政学会設立、1973年日本法政学会改称 【個人会員】個人会員：441（人） | 設立年月日：1959年4月9日 【個人会員】その他：65（人） 大学付属研究者：292（人） | 設立年月日：1964年1月11日 【個人会員】会員：370（人） | 設立年月日：1965年4月25日 【個人会員】会員：402（人） | 設立年月日：1989年4月17日 【個人会員】一般会員：215（人）学生会員：3（人） |

- 学会は複数入会可能であり、通常は複数入会し、相互に役員を選出している。事例として：令和6年度、憲法学会事務局長福島は憲法学会事務局長を離任し、同年、日本法政学会理事長に着任している。

## 歴代理事長
| 代     | 氏名       | 備考 |
| ------ | ---------- | --- |
| 初代   | 澤田竹治郎 | 内務省 (日本)官僚（警察官僚）、元行政裁判所長官、前最高裁判所判事、愛知大学教授、東京帝国大学英法科卒業 |
| 第2代  | 大石義雄   | 京都大学名誉教授、京都産業大学教授、京都大学大学院法学研究科・法学部修了、立命館大学法学博士「国民投票制度の研究」。佐々木惣一（京大教授、立命館大学学長）門下生。師匠である佐々木惣一の下で京都学派（佐藤幸治 (憲法学者)、阿部照哉元近畿大学長・京都大学・大阪学院大学名誉教授他）を西日本全域（立命館大学など）で構築し、東京大学に対抗する学派となす。 |
| 第3代  | 川西誠     | 日本大学教授、日本大学法学博士「米国初期における諸基本法」 |
| 第4代  | 相原良一   | 東京水産大学教授、東京帝国大学法学部政治学科卒業 |
| 第5代  | 小森義峯   | 国士舘大学教授、京都産業大学教授、京都学芸大学（現：京都教育大学）助教授、京都大学大学院法学研究科・法学部修了、京都大学法学博士「連邦制度の研究」、大石義雄門下生 |
| 第6代  | 小島和夫   | 中央学院大学教授、中央大学法学部卒業、法務事務官、参議院決算委員会調査室長 |
| 第7代  | 土居靖美   | 姫路獨協大学教授、京都教育大学名誉教授、立命館大学法学部卒、京都大学大学院法学研究科・法学部修了、関西学院大学法学博士「アメリカ憲法と司法審査基準の研究」 |
| 第8代  | 小林昭三   | 早稲田大学教授、早稲田大学政治経済学部卒業、早稲田大学博士（政治学）「西洋近代憲法論再考」 |
| 第9代  | 竹花光範   | 駒澤大学教授、早稲田大学大学院政治学研究科修了、小林昭三門下生 |
| 第10代 | 高乗正臣   | 平成国際大学教授、中央大学法学部法律学科卒業、亜細亜大学大学院法学研究科、田上穰治門下生 |
| 第11代 | 慶野義雄   | 大阪国際大学教授、 防衛医科大学助教授、京都大学大学院法学研究科・法学部修了、高坂正堯門下生 |
| 第12代 | 東裕       | 日本大学教授、早稲田大学大学院政治学研究科修了、博士（国際学）大阪学院大学「太平洋島嶼国の憲法と政治文化 : フィジー1997年憲法とパシフィック・ウェイ」 |

特色として
- （東京大学の東京学派に対抗する）京都大学を中心とした日本の文化・伝統を重んじる京都学派
- 政治学科・政治学専攻（東京帝国大学法学部政治学科等）。国体（國體）など天下国家を論じる東京帝国大学法科大学政治学研究の学統・学派の流れも底流する。初代総理大臣伊藤博文が国家学ノ研究を企図し、働きかけ設立を促した国家学会（50周年記念の『国家学論集』（1937年）、『新憲法の研究』（1947年）、100周年記念の『国家と社会』（1987年））の各論考が参考となる。
- 法律学科・法律学専攻に関しては、憲法学会が重視する国体・国法学の学統・学派の伝統は法律学校_(旧制)#九大法律学校などの旧制大学法学部憲法講座にあり、今日でも後進を育てている。

| 法律学校     | 東京帝国大学 | 東京法学校 | 専修学校 | 明治法律学校 | 東京専門学校 | 英吉利法律学校 | 関西法律学校 | 日本法律学校 | 慶應義塾大学部 |
| ------------ | ------------ | ---------- | -------- | ------------ | ------------ | -------------- | ------------ | ------------ | -------------- |
| 現在の大学名 | 東京大学     | 法政大学   | 専修大学 | 明治大学     | 早稲田大学   | 中央大学       | 関西大学     | 日本大学     | 慶應義塾大学   |

等が挙げられる。
|  |  |  |  |  |  |  |  |  |  |  |  |                   |                   |                   |                   |                   |                   |  |  |  |  |  |  |  |  |  |  |                   |                   |                   |                   |                   |                   |  |  |  |  |  |  |  |  |  |  |  |  |  |  |
|  |  |  |  |  |  |  |  |  |  |  |  |                   |                   |                   |                   |                   |                   |  |  |  |  |  |  |  |  |  |  |                   |                   |                   |                   |                   |                   |  |  |  |  |  |  |  |  |  |  |  |  |  |  |
|  |  |  |  |  |  |  |  |  |  |  |  | 憲法学会 京都学派 | 憲法学会 京都学派 | 憲法学会 京都学派 | 憲法学会 京都学派 | 憲法学会 京都学派 | 憲法学会 京都学派 |  |  |  |  |  |  |  |  |  |  | 東京大学 東京学派 | 東京大学 東京学派 | 東京大学 東京学派 | 東京大学 東京学派 | 東京大学 東京学派 | 東京大学 東京学派 |  |  |  |  |  |  |  |  |  |  |  |  |  |  |

- 憲法学会と日本公法学会の2学会に共通する研究として、国法学を研究分野として取り上げている点にある。戦前は、東京帝国大学法科大学においては、憲法講座と国法学講座が並立して開講し、戦後には芦部信喜も講座を担当した。そもそも憲法と国法学は車の両輪である。しかしながら、敗戦後、日本社会における共産主義勢力の急激な台頭に伴う天皇制の否定、日本国家への侮蔑・冷笑的態度は、いつしか国体・国法学・国史研究を日本社会の表舞台から退行させる結果となった。このような中でも、京都大学を中心とした日本の文化・伝統を重んじる京都学派が憲法学会を組織し、政財官界をはじめ日本社会の心ある人々によって支持されている。
- 京都学派は憲法が現実とそぐわないときには立法事実などを精緻に分析し法律学的解釈を志向する（改憲する）。これに対し、東京学派は憲法をその都度その都度政治学的解釈（解釈改憲）で取り繕おうとする。

## 事業
憲法学会は、その事業として次の6つを定める。
1. 研究会、講演会及び講習会の開催
2. 機関誌「憲法研究」その他図書の刊行
3. 論文その他の意見の発表
4. 講師の派遣その他必要な啓発運動
5. 政府、公共団体及びその他の団体との連絡協力
6. 前各号のほか適当と認めるもの

例えば、その他の意見の発表として、1979年（昭和54年）になされた「枢密院建物の保存に関する件」の決議、提出がある。

## 学派
|  |  |  |  |  |  |  |  |  |  |  |  | | | | | | |  |  |  |  |  |  |  |  |  |  |                                                  |                                                  |                                                  |                                                  |                                                  |                                                  |  |  |  |  |  |  |  |  |  |  |  |  |  |  |
|  |  |  |  |  |  |  |  |  |  |  |  | | | | | | |  |  |  |  |  |  |  |  |  |  |                                                  |                                                  |                                                  |                                                  |                                                  |                                                  |  |  |  |  |  |  |  |  |  |  |  |  |  |  |
|  |  |  |  |  |  |  |  |  |  |  |  | 日本公法学会 1948年創立。学術団体として政治的党派性はなく、政治的に中立。「本会の事務所は、東京都文京区本郷七丁目三番東京大学法学部研究室に置く」 | 日本公法学会 1948年創立。学術団体として政治的党派性はなく、政治的に中立。「本会の事務所は、東京都文京区本郷七丁目三番東京大学法学部研究室に置く」 | 日本公法学会 1948年創立。学術団体として政治的党派性はなく、政治的に中立。「本会の事務所は、東京都文京区本郷七丁目三番東京大学法学部研究室に置く」 | 日本公法学会 1948年創立。学術団体として政治的党派性はなく、政治的に中立。「本会の事務所は、東京都文京区本郷七丁目三番東京大学法学部研究室に置く」 | 日本公法学会 1948年創立。学術団体として政治的党派性はなく、政治的に中立。「本会の事務所は、東京都文京区本郷七丁目三番東京大学法学部研究室に置く」 | 日本公法学会 1948年創立。学術団体として政治的党派性はなく、政治的に中立。「本会の事務所は、東京都文京区本郷七丁目三番東京大学法学部研究室に置く」 |  |  |  |  |  |  |  |  |  |  | 憲法学会 1959年創立。京都学派#京都学派（憲法学） | 憲法学会 1959年創立。京都学派#京都学派（憲法学） | 憲法学会 1959年創立。京都学派#京都学派（憲法学） | 憲法学会 1959年創立。京都学派#京都学派（憲法学） | 憲法学会 1959年創立。京都学派#京都学派（憲法学） | 憲法学会 1959年創立。京都学派#京都学派（憲法学） |  |  |  |  |  |  |  |  |  |  |  |  |  |  |

- 憲法研究を行う学術団体としては、穏健な中道・保守主義の立場で立論する。
- 国防を肯定するなどの点から保守派とされるが、世論調査に現れる国民大多数の憲法認識とおなじところである。
- 日本政府の国策と親和性を有する。
- 初代理事長澤田が内務省官僚（警察官僚）出身であることから、学会設立当初から官界（行政官僚）出身者が多く、政府、公共団体との連絡協力が緊密であり、会員の中から防衛省・警察庁・国税庁等の省庁大学校教官や外部講師（審議会委員）等になる者もいる。
- 冷戦時代（1990年当時）の憲法学界について、憲法学会員であった小林のインタビュー内での私見を参考に取り上げる。

- 1992年、自衛隊合憲を唱える憲法学者は2割であったことは、日本社会党参議院議員細谷昭雄が公述人伊藤憲一（元外交官、青山学院大学教授）への発言からも確認できる[9]。また、憲法学会員であった民主党衆議院議員園田康博（日大院法卒、慶応大非常勤講師）が日本共産党衆議院議員山口富男の自衛隊違憲論をたしなめる発言のなかで、憲法学会の立ち位置を発言している[10]。令和の現在は、冷戦の終了とともに左派の雪崩式衰退とともに、中道保守層が大多数となっている。
- 日本の学界（日本学術会議）では、1946年1月12日創立された民主主義科学者協会[11]（マルクス主義者を中心として構成された[12][13]）が最大勢力であった。とりわけ憲法学界では民主主義科学者協会法律部会員が司法試験考査委員等を占めてきた。1964年には、優れたマルクス主義憲法学者鈴木安蔵により憲法理論研究会が創立された。鈴木安蔵は、日本共産党中央委員会議長野坂参三とともに憲法改悪阻止各界連絡会議を主導して活発な活動を行っていた。なお、野坂は慶大在学中、皇太子明仁親王（現在の上皇）の教育係となる小泉信三の門下生であったが、卒業後は活動家となり、冷戦後にソ連スパイ機関NKVDの協力者として日本共産党を除名されている。鈴木安蔵は、戦前は国士・右翼的言説をおこなう大東亜共栄圏のイデオローグとして侵略戦争を翼賛したことで著名であり、戦後、内閣調査室（現：内閣情報調査室）が編集に関与したとされる『進歩的文化人　学者先生戦前戦後言質集』でも思想・信条の大転換を指摘されている。こうしたなか、第1次安倍内閣成立期頃まで、保守派は少数派であった。日本政治が政権交代を通じ、与野党ともに現実路線への変更とその定着がされたのと相まって、憲法学界においても保守派の影響力が当然伸長し、今日では保守派の公職などへの登用が積極的にされている。その上で、日本政府は日本学術会議の在り方そのものを議論するようになり、2024年12月19日、日本学術会議の在り方に関する有識者懇談会（警察政策学会員他）が有識者懇談会報告書をまとめた。今後立法化が予定され、日本学術会議の健全化が既定路線となっている。
- 早稲田大学大学院法学研究科・法学部は学生運動が盛んであった。そのため、早稲田大学で憲法を学びたい保守派の学生は早稲田大学大学院政治学研究科政治学専攻憲法専修をすることが多かった。昔は多くの大学で左翼が強いため、法学部法律学科では左派が憲法学を講義することが多かった。保守派の学生は政治学を専攻することが自然であった。玉澤徳一郎（早稲田大学院政治学修了、富士大学助教授、第56代防衛庁長官）、小渕恵三（早稲田大学院政治学修了、第84代内閣総理大臣）他。憲法学会員の中に、法学部法律学科ではなく、政治学科・政治学研究科の学歴の会員が多いのはこの名残りでもある。
- 令和の憲法学界において、日本国憲法第9条をめぐる旧来の観念的な右翼左翼の色分けは消滅した。わが国を取り巻く厳しい安全保障環境と言論人の世代交代を受け、保革の勢力は均衡し、やがて第1次安倍内閣成立期から改憲勢力が趨勢となり、第2次安倍内閣を契機としてアカデミアの大宗を占めるようになった。解釈改憲論者の代表者として慶應義塾大学教授山元一[14]がいる。内閣法制局長官小松一郎・横畠裕介による集団的自衛権行使を可能とする憲法解釈への一連の流れが定着したことと平仄を合わせる。これらの社会変化に呼応する形で、国公私立大学の新規教員採用・内部昇進などは保守派採用へと明確に好転している。学校教育法と国立大学法人法が改正され、教育研究評議会の誕生、大規模国立大学に運営方針を決める合議体「運営方針会議」の設置を義務付けるなど、外部監査などのガバナンス強化（教授会の地位の相対的低下）、内規（採用・昇進他）の改正、デュアルユース（軍事研究）の解禁の流れが後押しする。警察大学校#警察政策研究センターは「警察に関する政策並びに学術及びその運用に関する調査研究」などを目的として、かつては激しい学生運動（反体制運動）で名高かった東京都立大学法学部、法政大学法学部へ優秀な警察官を派遣して学術交流をしている。東京都においては、石原慎太郎東京都知事（1999年～2012年）の下、東京都立大学改革が行われた。平成中期の憲法論争に関しては、東京都立大学法学部教授に着任した富井幸雄(中大法卒、防衛研究所主任研究官、防衛法学会理事)が社民党衆議院議員辻元清美の質問へなした返答が参考となる。

○富井参考人　従来の安全保障の議論というのは九条という議論で、私も法律学の学会に属していますが、特に憲法学会などは、これは私はそれなりに健全な解釈だと思いますが、例えば自衛隊違憲ですとか、そういうような流れで来たということで、なかなかその先に行かなかった。しかし、国民は、実際には、自衛隊が憲法違反かどうかということを無視するわけじゃないですけれども、本当に日本、我々を守ってくれるのか、国家を守ってくれるのかというようなことを危惧しているということで、この負託にはやはり政府はこたえなければいけない。—第165回国会　衆議院　安全保障委員会　第9号　平成18年11月24日
令和の日本では、憲法学に関して落ち着いた議論がなされるようになっている。
- 表舞台における世代交代の事例
  - 小林節の弟子である長島昭久（昭和59年慶大卒）は、自民党衆議院議員として2024年10月1日に成立した石破茂内閣における内閣総理大臣補佐官（国家安全保障に関する重要政策及び核軍縮・不拡散問題担当）となり[15]、同じく小林節の弟子である慶大教授駒村圭吾（昭和59年慶大卒、長島とは小林節研究会の同級生[16]）は2024年度憲法記念講演会（全国憲法研究会）に於いて「さらばリベラル」と題した講演を中央大学茗荷谷キャンパスで行った[17]。
- 表舞台における政治からのアプローチの事例
  - 2020年9月、第2次安倍内閣を引き継いだ菅義偉内閣が投げかけた日本学術会議会員の任命問題が挙げられる。菅義偉内閣により任命を拒否された6人は安全保障関連法や特定秘密保護法、普天間基地移設問題などで菅義偉内閣の方針へ異論を唱えたこと[18]が報道で指摘されている。2020年12月、自由民主党政務調査会内閣第2部会政策決定におけるアカデミアの役割に関する検討PTは「日本学術会議の改革に向けた提言」[19]を発表し、「わが国が誇るアカデミアの叡智が様々な政策決定に寄与するための仕組みが十分に機能しているとは言い難い。」と指摘した。2021年10月、菅義偉内閣を引き継いだ第1次岸田内閣は菅義偉前内閣と同様に会員候補6人を任命しない方針を示した。2022年4月、高名な国体・国法学者海江田信義を高祖伯父にもつ自民党有村治子元女性活躍推進#女性活躍担当大臣が国会答弁の場で学術会議から科学技術の軍民両用（技術）（デュアルユース）を認めさせる正式答弁を出させ、学術会議の健全化に向けた環境の醸成をした。その後、2022年7月、日本学術会議梶田隆章会長は科学技術の軍民両用（技術）（デュアルユース）について従来の頑なな拒絶姿勢から軟化させる見解（組織内決定）を示し、小林鷹之内閣府特命担当大臣（科学技術政策担当）へ同趣旨の内容をしたためた書面を提出した。さらに、2024年12月第216回国会に於いて日本保守党衆議院議員島田洋一（京都大学大学院法学研究科・法学部修了、高坂正堯門下生、憲法学会第11代理事長慶野義雄の弟弟子）から「日本学術会議への税金投入の是非に関する質問主意書」が提出された。科学技術の軍民両用（技術）（デュアルユース）に全面協力させるため、日本学術会議の在り方について一石を投げ、国防への科学技術研究の更なる推進を求める趣旨である。憲法学会では、一貫して現実的な穏健なリベラル中道・保守派の視座に立ち、憲法学会員による積極的な学術活動がされ、政財官界へ影響（防衛省部外講話ほか）を与え様々な政策決定に寄与し、現実社会を動かしている。2024年12月の島田の質問主意書等を受け、科学技術の軍民両用（技術）（デュアルユース）への政府方針が最終的に固まる。科学技術の軍民両用（技術）（デュアルユース）に関しては、京都大学（京都学派#京都学派（憲法学））の影響が強い西日本の大学・研究機関が盛んである。2025年4月30日には、神戸大学が学内向けに通知を発出した。

解禁の理由として、日本学術会議がここ数年の国会答弁などで「科学技術そのものを潜在的な転用可能性に応じて事前に評価し、規制することは容易とは言えない」といった見解を示していることを挙げた。—朝日新聞　「「なぜ今」学長通知に波紋　神戸大「軍事研究」助成制度への方針一変」2025年6月22日
現在、デュアルユースに関しては、北海道大学、筑波大学、岡山大学、山口大学、大阪公立大学、熊本大学などの国公立大学の他、私立大学では、戦前に電波兵器技術養成所を擁した財団法人国防理工学園を前身とする東海大学などのように、デュアルユースへ積極的な姿勢を表明する総合大学が続々と出始めている。なお、東海大学創立者松前重義は戦前高度国防国家の建設を主導し、国体論についても日本国家の科学性の観点から論じてきた。松前重義は憲法学会初代理事長澤田竹治郎と盟友であり、ともに東条英機内閣を批判し、倒閣運動をした結果、1944年に松前重義は二等兵として南方戦線に送られる懲罰召集をされている。

## 総会及び研究集会
- 国内外から論客が参集し、年2回行われている。
- 2023年は日本大学に於いて憲法学会・防衛法学会共催シンポジウムを開催した。

| 氏名                       | 基調講演                             | 備考（元職等）                                                                               |
| -------------------------- | ------------------------------------ | -------------------------------------------------------------------------------------------- |
| 同志社大学教授兼原信克     | 憲法と日本の安全保障                 | 内閣官房副長官補、外務省国際法局長、内閣官房内閣情報調査室次長                               |
| 日本国際問題研究所田村重信 | 平成の防衛政策・法制の変遷と憲法改正 | 防衛法学会理事、自由民主党政務調査会調査役、自由民主党総裁担当、慶應義塾大学大学院非常勤講師 |

- 「憲法学及びその隣接諸科学の研究者たる同憂の士と相提携協力」（憲法学会結成趣意書）の数多くの成功事例の一つとして防衛法分野が挙げられる。憲法学会と防衛法分野（防衛法学会）との関係は極めて緊密である[22]。憲法学会員と大平善梧（一橋大教授、青山学院大学学長、慶應義塾大学法学博士「安全保障と国際法」）などの隣接諸科学の研究者とにより防衛法研究会が創立され、現在の防衛法学会へと発展している経緯がある。憲法学会員による憲法学の論究（知る権利など）が防衛法分野のアカデミックな議論を深化させ、その権威を高め、内閣府・防衛省などの行政機関の政策決定に好影響を与え社会実装（「進んでその成果をひろく世に問ひ、国家の興隆と国家生活の発展に寄与」（憲法学会結成趣意書））している。

令和となり、国会の場では、自民党ではない野党側から政府参考人川原隆司法務事務次官へ対し、法制審議会の総会及び部会構成員の多様性を求める意見等もでるようになる。

先ほど憲法の学者も入っているということでしたけれども、これは、表現の自由を基本的人権ということで非常に重要視しているというお話も大臣の方からありましたので、この権利が制限される懸念があると、まあ制限されるという確実なものじゃなくても、懸念があるということは何度も表明されているわけですね。だから、ここの中に、例えば憲法学会とかいろんなところから意見を聴取するなり、委員のお一人だけではなくて、そういうことが必要じゃないかなと私は思います。—第208回国会　参議院　法務委員会　第14号　令和4年5月24日　参議院議員高良鉄美（沖縄社会大衆党委員長）
現実的で穏健な中道・保守主義の憲法学会の独壇場となっている。令和7年の現在、防衛法学者が内閣官房情報保全諮問会議の委員へ選ばれている。情報保全諮問会議委員の選出は、情報保全諮問会議主査永野秀雄（法政大法卒、法政大教授、防衛法学会第8代理事長（現任））、その他公法学会員1名等がバランスよく選ばれている。
- 内閣調査室（現：内閣情報調査室）創立メンバー志垣民郎の日記資料である「東京大学データーベース志垣民郎旧蔵 オンライン版 内調資料[23]」等も参考となる。

1968（昭和43）年

5月31日（金）

相原氏の各学会出席報告あり。水産大のこと。公法学会のことなど聞く。

6月26日（水）

川西誠氏[日本大学教授]あり。ともに宴。日大騒動の状況聞く。学術会議対策、候補者選定など協議。

7月25日（木）

相原氏に奥原唯弘氏[神奈川大学、近畿大学]も来る。学術会議選挙対策。
—志垣民郎著、岸俊光編『内閣調査室秘録　戦後思想を動かした男』
記事中、川西は憲法学会3代目理事長であり、相原は憲法学会4代目理事長である。
後日、奥原は日本学術会議会員に第一〇期から十二期まで三期にわたって推挙、選ばれている。奥原は中央大学法学部卒、早稲田大学大学院政治学研究科、防衛法学会理事。奥原は自民党・民社党でも論客として活躍した。
- 戦後、内閣調査室（現：内閣情報調査室）が編集に関与したとされる『学者先生戦前戦後言説集』では、戦時中の発言内容と相反する言動（左翼転向、自衛隊批判）をする学者への批判がまとめられている。参議院議員と法政大学総長を歴任した中村哲 (政治学者)は優れた憲法学者（美濃部達吉門下生）であり、戦前に台北帝国大学において憲法学を論じ、『国法学の史的研究』等も著している。中村のような優れた国法学の大家も戦後、左派全盛期になり、保守層から離れていった。そうしたなか、自民党衆議院議員辻政信が、『学者先生戦前戦後言説集』内に記載されている中村の戦前の言動について、中村を詰問した衆議院内閣委員会公聴会が行われた。公聴会の開催前年には、自民党が中央大学講堂で結成され、中央大学と日本大学を中心として自由民主党学生部中央執行委員会（自民党学生部）が創立されるなど保守派の青年団体も構築され[25]、防衛大学校や警察大学校等の省庁大学校の整備構想も進み、保守派の岩盤支持層が形成されてきた時期である。

○辻委員　いかに敗戦という事態にぶつかったにしても、十年間にあなたの学者的良心がかくのごとく百八十度転回されたということについて、どういう心境の変化からそうなられたか、それをまず簡単に承わりたい。

○辻委員　そうすると、あなたは、学者的な良心において旧憲法に必ずしも同意でなかったが、当時の政治的な圧力といいますか、環境のもとにその礼賛をやらなければならなかった、礼賛という言葉はひど過ぎるかもしれませんが、あなたがほんとうに学者としての良心があれば、こういうことを筆にお書きになるものではない、そういう感じを持つのです。いま一つ、それではさらに突っ込んでいきましょう。それでは最悪の事態、共産党が日本に入ってきてブルガーニンが君臨したときに、その強大な政治的圧力で共産主義的な憲法をあなたに要求したときに、あなたはその権力に屈して、今度は赤旗のお先棒をかついで得意の変節をやるかどうか、これについて承わりたい。

○辻委員　今の御時世において、あなたはどうして権力の可能な範囲においてお曲げになるか、もう少し強くなっていただきたい。これ以上あなたの答弁は要求しませんが、学者の影響というものは近ごろ非常に大きい。あなたも大学の教授です。あなたの思想はそのまま純真な学生に入っていく。何でもない人の言うことと違いますよ。あなた方は戦争中の有名な花形論客ですよ。その意味において、あなたに御自重をお願いします。御答弁は要りません。

○辻委員　あやまちを改めることは決してとがめません。あのときあなたが敢然として主張し得なかったことを後悔しておりますから、そこであなたの将来に期待することは、もし日本に独裁的な赤の政権ができた場合に、今度こそほんとうにそれに屈しないように、あくまでも民主主義を守っていただきたいということを希望して、私の発言を終ります。

—第24回国会　衆議院　内閣委員会公聴会　第1号　昭和31年3月16日
憲法学会は、この公聴会後に京都大学を中心とする京都学派により、元警察官僚澤田を理事長として創立された。なお、中村はこの公聴会後に『よみがえる暗黒 警察国家への危機』を執筆出版している。
時代背景として安保闘争が1960年前後の第一次安保闘争を経て、暴力革命を標榜する一部の過激派が大学を根城とし、1970年前後の第二次安保闘争に向う政治闘争の時期であった。学園紛争は死傷者を多く出すなど混乱しており、このような世相を諫める役割は重要であった。平成までは、同じ大学の学内で左派と保守派が論争することは珍しくなく、議論をすることで学理が深まり、相互理解が進んだ。事例として、日本大学法学部においても、論者によって対立し、様々な論争が行われてきた。憲法学に目を転ずれば、国税庁による税務調査、質問検査権等の憲法学上の問題が一例としてある。いわゆる民商事案である。民商は昭和49年度警察白書等で日本共産党との関係性を指摘されてきた。日大法学部教授北野弘久（立命館大卒、民主主義科学者協会法律部会民科法律学校校長、日本学術会議会員、日本民主法律家協会理事長）が国税庁を論難し、同じく日大法学部教授松澤智（日大法卒、法務大臣官房訟務部付検事、国税不服審判所審判官、東京地裁判事、政府税制調査会委員）が国税庁に与する代表論者であった。民商事案の背景としては、優秀な行政官であった木村秀弘（元陸軍司政官）の存在が挙げられる。岸信介政権が日米安全保障条約（改定）をする際、木村は防衛庁経理局長として、防衛庁内で獅子奮迅の活躍をした。木村はその功績が認められ、国税庁長官に就任した。木村が「3年以内に民商をつぶす」と各国税局長に通達を出したことが民商事案の遠因といわれている。

## 社会貢献
憲法学会員を含む憲法学者の社会貢献の一環として、法教育の普及がある。事例として、法律討論会を取り上げる。京都学派#京都学派（憲法学）の沢田嘉貞京都大学教授（憲法学、地方自治）とスウェーデン憲法学の大家である菱木昭八朗（専修大学卒、専修大学教授）により、京都学派#京都学派（憲法学）の拠点である関西（大阪中之島公会堂）において創立された全日本学生法学連盟が挙げられる。令和の現在も続く法教育史に残る伝統ある討論会であり、最高裁判所事務総局総務局編『裁判所沿革誌　第1巻』等にも記録されている。敗戦後の荒廃する国土において、日本の文化・伝統を信じ、占領下の疲弊する民心を鼓舞し、日本国家の明日を支えるエリート層の育成をしてきた。
|  |  |  |  |  |  |  |  | | | | | | |  |  |  |  |  |  | 全日本学生法律討論会 全日本学生法学連盟 | | | | | |  |  |  |  |  |  | | | | | | |  |  |  |  |  |  |  |  |  |  |
|  |  |  |  |  |  |  |  | | | | | | |  |  |  |  |  |  | | | | | | |  |  |  |  |  |  | | | | | | |  |  |  |  |  |  |  |  |  |  |
|  |  |  |  |  |  |  |  | | | | | | |  |  |  |  |  |  | | | | | | |  |  |  |  |  |  | | | | | | |  |  |  |  |  |  |  |  |  |  |
|  |  |  |  |  |  |  |  | 関西学生法学連盟 関西大学法学部、関西学院大学法学部、同志社大学法学部、立命館大学法学部、神戸学院大学法学部 | 関西学生法学連盟 関西大学法学部、関西学院大学法学部、同志社大学法学部、立命館大学法学部、神戸学院大学法学部 | 関西学生法学連盟 関西大学法学部、関西学院大学法学部、同志社大学法学部、立命館大学法学部、神戸学院大学法学部 | 関西学生法学連盟 関西大学法学部、関西学院大学法学部、同志社大学法学部、立命館大学法学部、神戸学院大学法学部 | 関西学生法学連盟 関西大学法学部、関西学院大学法学部、同志社大学法学部、立命館大学法学部、神戸学院大学法学部 | 関西学生法学連盟 関西大学法学部、関西学院大学法学部、同志社大学法学部、立命館大学法学部、神戸学院大学法学部 |  |  |  |  |  |  | 関東学生法学連盟 慶應義塾大学法学部、駒澤大学法学部、専修大学法学部、中央大学法学部、日本大学法学部、明治大学法学部、立教大学法学部、早稲田大学法学部 | 関東学生法学連盟 慶應義塾大学法学部、駒澤大学法学部、専修大学法学部、中央大学法学部、日本大学法学部、明治大学法学部、立教大学法学部、早稲田大学法学部 | 関東学生法学連盟 慶應義塾大学法学部、駒澤大学法学部、専修大学法学部、中央大学法学部、日本大学法学部、明治大学法学部、立教大学法学部、早稲田大学法学部 | 関東学生法学連盟 慶應義塾大学法学部、駒澤大学法学部、専修大学法学部、中央大学法学部、日本大学法学部、明治大学法学部、立教大学法学部、早稲田大学法学部 | 関東学生法学連盟 慶應義塾大学法学部、駒澤大学法学部、専修大学法学部、中央大学法学部、日本大学法学部、明治大学法学部、立教大学法学部、早稲田大学法学部 | 関東学生法学連盟 慶應義塾大学法学部、駒澤大学法学部、専修大学法学部、中央大学法学部、日本大学法学部、明治大学法学部、立教大学法学部、早稲田大学法学部 |  |  |  |  |  |  | 九州・瀬戸内学生法学連盟 香川大学法学部、九州大学法学部、福岡大学法学部、鹿児島大学法文学部、志學館大学法学部、広島修道大学法学部 | 九州・瀬戸内学生法学連盟 香川大学法学部、九州大学法学部、福岡大学法学部、鹿児島大学法文学部、志學館大学法学部、広島修道大学法学部 | 九州・瀬戸内学生法学連盟 香川大学法学部、九州大学法学部、福岡大学法学部、鹿児島大学法文学部、志學館大学法学部、広島修道大学法学部 | 九州・瀬戸内学生法学連盟 香川大学法学部、九州大学法学部、福岡大学法学部、鹿児島大学法文学部、志學館大学法学部、広島修道大学法学部 | 九州・瀬戸内学生法学連盟 香川大学法学部、九州大学法学部、福岡大学法学部、鹿児島大学法文学部、志學館大学法学部、広島修道大学法学部 | 九州・瀬戸内学生法学連盟 香川大学法学部、九州大学法学部、福岡大学法学部、鹿児島大学法文学部、志學館大学法学部、広島修道大学法学部 |  |  |  |  |  |  |  |  |  |  |

毎年行われる討論会は最高裁判所、最高検察庁、日本弁護士連合会、朝日新聞社、日本評論社、有斐閣の後援を受けている。このような討論会での活発な憲法討論を通し、日本国の次世代を担う若き俊秀を育んでいる。
- 日本国第102代内閣総理大臣石破茂（第28代自由民主党総裁）は慶應義塾大学法学部2年次に全日本学生法律討論会1位となった。

## 憲法学会と憲法改正運動
- 自主憲法期成議員同盟は現在の新憲法制定議員同盟のことである。詳細は自民党憲法改正実現本部[30]を参照せよ。

## 刊行物

### 記念論文集
- 『憲法百年 : 憲法発布百周年憲法学会創設三十周年記念論文集』憲法発布百周年・憲法学会創設三十周年記念論文集編集委員会 編　1990年2月
- 『憲法における普遍性と固有性―憲法学会五十周年記念論文集』憲法学会設立五十周年記念論文集編集委員会 編　成文堂 2010年11月
- 『日本憲法学の理念と展望 憲法学会六十周年記念論文集』憲法学会六十周年記念論文集編集委員会 編 成文堂	2022年4月9日

### 憲法研究
- 誌名（和文）：憲法研究
- 誌名（欧文）：THE JOURNAL OF CONSTITUTIONAL LAW
- 創刊年：1962
- 資料種別：ジャーナル（査読付き論文を含む）
- 使用言語：日本語のみ
- 発行形態：印刷体
- PRINT ISSN：0389-1089
- 発行頻度：1回／一年あたり
- 発行部数：400

### 行政機関
1府11省3庁及び独立行政法人など
- 内閣法制局
- 議院法制局
- 内閣府
- 法務省
  - 公安調査庁
- 防衛省
  - 防衛大学校
  - 防衛研究所
- 警察庁
  - 警察大学校
  - 警視庁
- 財務省
  - 国税庁
  - 税務大学校
- 国土交通省
  - 海上保安庁
  - 海上保安大学校
- 外務省
  - 外務省研修所
- 総務省
  - 自治大学校

### 学術団体
- 日本学術会議 - 日本学術会議協力学術研究団体
- 国家学会
- 日本公法学会
- 防衛法学会 - 日本学術会議協力学術研究団体

### その他
- 自由民主党
- 立憲民主党
- 日本労働組合総連合会
- 憲政記念館
- 東京学派
- 京都学派
- 憲法学
- 憲法義解
- 建国記念の日